# L'Enfant (film, 1909)
Pour les articles homonymes, voir L'Enfant.
Pour plus de détails, voir Fiche technique et Distribution.
L'Enfant est un film muet français réalisé par Louis Feuillade, sorti en 1909.

## Fiche technique
- Titre : L'Enfant
- Réalisation : Louis Feuillade
- Société de production : Société des Etablissements L. Gaumont
- Société de distribution : Société des Etablissements L. Gaumont (France)
- Pays de production :  France
- Genre :
- Durée :
- Date de sortie : 
  - France : 1909